# خلیل خمیس (بازیکن فوتبال، زاده ۱۹۹۵)
خلیل خمیس (عربی: خليل جورج خميس؛ زادهٔ ۱۲ ژانویهٔ ۱۹۹۵) بازیکن فوتبال اهل لبنان است.
وی همچنین در تیم‌های ملی فوتبال زیر ۲۳ سال لبنان و لبنان بازی کرده‌است.